# Uladzimir Putraš
Uladzimir Scjapanavič Putraš (bělorusky Уладзімір Сцяпанавіч Путраш, rusky Владимир Степанович Путраш (Vladimir Stěpanovič Putraš); * 4. dubna 1970 Dobruš) je bývalý sovětský a běloruský fotbalový útočník. Připsal si 2 reprezentační starty za Bělorusko. Po skončení hráčské kariéry se stal trenérem.

## Hráčská kariéra
S fotbalem začínal v Minsku (DJuSŠ Trudovye rezervy Minsk), hrál také ve Stolbcy. V ročníku 1990 byl krátce v Dinamu Minsk, hrál však pouze za B-mužstvo. Nejvyšší soutěž si zahrál v Bělorusku, v České republice a v Kazachstánu. Působil také v Rusku.

### Evropské poháry
Za Belšynu Babrujsk nastoupil k oběma utkáním 1. kola předposledního ročníku Poháru vítězů pohárů proti pozdějšímu semifinalistovi soutěže Lokomotivu Moskva. V prvním utkání v Bělorusku odehrál 63 minuty (prohra 1:2), v moskevské odvetě odehrál první poločas (prohra 0:3).

### Reprezentace
Za běloruskou reprezentaci nastoupil ve dvou přátelských zápasech. Debutoval 31. července 1996 v Minsku proti Litvě (nerozhodně 2:2), derniéru měl 20. srpna téhož roku v německém Fürthu proti Spojeným arabským emirátům (prohra 0:1).

## Ligová bilance
| Ročník                                   | Zápasy | Góly | Minuty | Klub              |
| ---------------------------------------- | ------ | ---- | ------ | ----------------- |
| Běloruská fotbalová Vysšaja liga 1993/94 | 26     | 12   | –      | Šynnik Babrujsk   |
| Běloruská fotbalová Vysšaja liga 1994/95 | 29     | 7    | –      | Šynnik Babrujsk   |
| Běloruská fotbalová Vysšaja liga 1995    | 12     | 6    | –      | Šynnik Babrujsk   |
| Běloruská fotbalová Vysšaja liga 1996    | 27     | 11   | –      | Belšyna Babrujsk  |
| Běloruská fotbalová Vysšaja liga 1997    | 24     | 12   | –      | Belšyna Babrujsk  |
| I. liga 1997/98                          | 1      | 0    | 45     | Kaučuk Opava      |
| I. liga 1998/99                          | 9      | 0    | 334    | SFC Opava         |
| Běloruská fotbalová Vysšaja liga 1999    | 10     | 8    | –      | Belšyna Babrujsk  |
| Premjer Ligasy 2000                      | 6      | 0    | –      | AES-Jelimaj Semej |
| CELKEM 1. LIGA                           | 144    | 56   | –      |                   |